# 1968-as Formula–1 dél-afrikai nagydíj
Az 1968-as Formula–1 világbajnokság szezonnyitó futama a dél-afrikai nagydíj volt.

## Futam
A bajnokság újévkor, január 1-jén kezdődött Kyalamiban. A Lotus az előző év végi dominanciáját megőrizve megszerezte az első két rajthelyet Clark-Hill sorrendben, Stewart előtt. A rajtnál Stewart vette át a vezetést Clark előtt, Hill a 7. helyre esett vissza: Surtees, Brabham és Amon is elé került. A második körben Clark visszaállt az élre, míg Hill Amont és Surteest előzte meg. 
A mezőny hátsó részében Scarfiotti Cooperjéböl forró víz kezdett szivárogni, az olaszt elsőfokú égési sérülésekkel kórházba szállították. Brabham Rindt megelőzése után rövid ideig harmadik volt, amikor motorhiba miatt kiállt. Hill a 13. körben Rindt mellett is elment, a 3. helyet megszerezve. Ez a sorrend a 27. körig tartott, amikor a Lotus Stewartot is megelőzte. A skót a 43. körben Matrája motorhibája miatt kiállt. A harmadik így Rindt lett Clark és Hill mögött.
A győztes Clark utolsó Formula–1-es versenyén számos rekordot döntött meg, köztük a legtöbb futamgyőzelmét is, 25-öt. A skót április 7-én, a németországi Hockenheimringen egy fának csapódva halálos balesetet szenvedett egy Formula–2-es versenyen. Stewart szintén egy F2-es futamon szenvedett balesetet, a skót csuklója eltört, így a következő két versenyen nem tudott rajthoz állni. Mike Spence az indianapolisi 500-on halálos balesetet szenvedett egy Lotusszal.
| Helyezés | #  | Versenyző            | Csapat/Motor    | Futott körök | Idő/Kiesés oka    | Rajthely | Pontszám |
| -------- | -- | -------------------- | --------------- | ------------ | ----------------- | -------- | -------- |
| 1        | 4  | Jim Clark            | Lotus-Ford      | 80           | 1:53:56,6         | 1        | 9        |
| 2        | 5  | Graham Hill          | Lotus-Ford      | 80           | + 25,3            | 2        | 6        |
| 3        | 3  | Jochen Rindt         | Brabham-Repco   | 80           | + 30,4            | 4        | 4        |
| 4        | 8  | Chris Amon           | Ferrari         | 78           | + 2 kör           | 8        | 3        |
| 5        | 1  | Denny Hulme          | McLaren-BRM     | 78           | + 2 kör           | 9        | 2        |
| 6        | 21 | Jean-Pierre Beltoise | Matra-Ford      | 77           | + 3 kör           | 18       | 1        |
| 7        | 19 | Jo Siffert           | Cooper-Maserati | 77           | + 3 kör           | 16       |          |
| 8        | 7  | John Surtees         | Honda           | 75           | + 5 kör           | 6        |          |
| 9        | 17 | John Love            | Brabham-Repco   | 75           | + 5 kör           | 17       |          |
| HN       | 23 | Jackie Pretorius     | Brabham-Climax  | 71           | Helyezés nélkül   | 23       |          |
| Kiesett  | 6  | Dan Gurney           | Eagle-Weslake   | 58           | Olajszivárgás     | 12       |          |
| Kiesett  | 9  | Jacky Ickx           | Ferrari         | 51           | Olajszivárgás     | 11       |          |
| Kiesett  | 20 | Jo Bonnier           | Cooper-Maserati | 46           | Kormánykerék      | 19       |          |
| Kiesett  | 16 | Jackie Stewart       | Matra-Ford      | 43           | Motorhiba         | 3        |          |
| Kiesett  | 18 | Sam Tingle           | LDS-Repco       | 35           | Kormánykerék      | 22       |          |
| Kiesett  | 25 | Basil van Rooyen     | Cooper-Climax   | 22           | Motorhiba         | 20       |          |
| Kiesett  | 11 | Pedro Rodríguez      | BRM             | 20           | Üzemanyagrendszer | 10       |          |
| Kiesett  | 2  | Jack Brabham         | Brabham-Repco   | 16           | Motorhiba         | 5        |          |
| Kiesett  | 10 | Andrea de Adamich    | Ferrari         | 13           | Baleset           | 7        |          |
| Kiesett  | 12 | Mike Spence          | BRM             | 7            | Üzemanyagrendszer | 14       |          |
| Kiesett  | 14 | Brian Redman         | Cooper-Maserati | 4            | Olajszivárgás     | 21       |          |
| Kiesett  | 22 | Dave Charlton        | Brabham-Repco   | 3            | Differenciál      | 14       |          |
| Kiesett  | 15 | Ludovico Scarfiotti  | Cooper-BRM      | 2            | Vízcső törés      | 15       |          |

### Statisztikák
Vezető helyen:
- Jackie Stewart 1 (1)
- Jim Clark 79 (2-80)
- Jim Clark 25. (R) győzelme, 33. (R) pol pozíció , 29. (R) leggyorsabb köre, 13. (R) mesterhármasa (pp, lk, gy)
- Lotus 30. győzelme.
- Jim Clark utolsó versenye. Brian Redman első nagydíja.